# Piedras Albas
Piedras Albas é um município raiano da Espanha na comarca de Alcântara, província de Cáceres,
comunidade autónoma da Estremadura. Tem 4,5 km² de área e em 2021 tinha 137 habitantes (densidade: 30,4 hab./km²). Faz parte da  Mancomunidade Tejo-Salor.

## Demografia
| Variação demográfica do município entre 1991 e 2004 [carece de fontes?] | Variação demográfica do município entre 1991 e 2004 [carece de fontes?] | Variação demográfica do município entre 1991 e 2004 [carece de fontes?] | Variação demográfica do município entre 1991 e 2004 [carece de fontes?] |
| ----------------------------------------------------------------------- | ----------------------------------------------------------------------- | ----------------------------------------------------------------------- | ----------------------------------------------------------------------- |
| 1991                                                                    | 1996                                                                    | 2001                                                                    | 2004                                                                    |
| 268                                                                     | 236                                                                     | 183                                                                     | 162                                                                     |